# Alchornea integrifolia
Alchornea integrifolia är en törelväxtart som beskrevs av Ferdinand Albin Pax och Käthe Hoffmann. Alchornea integrifolia ingår i släktet Alchornea och familjen törelväxter. Inga underarter finns listade i Catalogue of Life.